# Maftir
Maftir (מפטיר) es la última persona llamada a la Torá en las mañanas de Shabat y festivos: esta persona también lee (o al menos recita las bendiciones) la porción de la haftará de una sección relacionada de los Nevi'im (libros proféticos).
De manera informal, la porción de la Torá leída o bendecida por el maftir se llama «porción maftir», o «maftir» para abreviar: en un Chumash, la palabra «maftir» está impresa en el margen al principio de esa porción.
En una mañana normal de Shabat, se llama formalmente a siete personas a la Torá, y cada una de ellas lee o escucha una parte de la porción de la Torá de la semana. El «maftir» no se cuenta entre los siete, y a veces no se le llama formalmente por su nombre: al concluir la séptima lectura y después de recitar el Chatzi kaddish, en algunas comunidades el gabbai simplemente dice «maftir» (o en las comunidades asquenazíes occidentales no lo llama en absoluto y el Maftir simplemente sube) y repite los últimos versículos en presencia del «maftir».
En las fiestas judías y ciertos Shabatot especiales, hay lecturas de dos o más rollos de la Torá. En estas ocasiones, algunos llaman al maftir por su nombre, seguido de la palabra «maftir», y la lectura del último rollo se lee en su presencia. En la mañana de Tisha b'Av y en las tardes de los días de ayuno, la porción maftir es la tercera (y última) sección de la porción.
Después de la lectura de la Torá, el maftir pronuncia las bendiciones de la haftará y, en la mayoría de las comunidades, la lee (en las comunidades en las que la haftará se lee desde un klaf, el maftir suele limitarse a recitar las bendiciones y el baal koreh lee la haftará).